# Akuku jezik
Akuku jezik (ISO 639-3: ayk), jedan od 33 edoid jezika, šira benue-kongoanska skupina, koji se govori u Nigeriji na području države Edo. Broj govornika nije poznat. Srodan je s Oloma [olm], okpe [okx] i idesa [ids].
Govori se u selu Akuku čije je stanovništvo starijeg porijekla od svojih tamošnjih susjednih zajednica. Jezik je danas pod pritiskom engleskog [eng], nigerijskog pidžin engleskog [pcm] i yoruba [yor].

## Vanjske poveznice
- Ethnologue (14th)
- Ethnologue (15th)